# Номер Европейского сообщества
Номер Европейского сообщества (Номер EC) — уникальный семизначный идентификатор вида NNN-NNN-R, который присваивается  Европейской комиссией веществам при включении в официальный Реестр химических веществ ЕС (EC Inventory) в целях регулирования их оборота внутри Европейского союза. Реестр химических  веществ ЕС является объединением трех перечней:  EINECS, ELINCS и NLP. Каждому веществу из этих перечней Европейской комиссией при регистрации присваивается индивидуальный номер ЕС. Регистрации подлежат вещества производимые в Европейском Союзе или импортируемые на его территорию в количестве более 1 тонны в год.

## Перечни химических веществ Реестра ЕС
Реестр химических веществ ЕС (EC Inventory) является объединяющим названием для трёх независимых перечней — EINECS, ELINCS и NLP, отличающихся датой составления и природой включаемых веществ. 
В перечень EINECS (European inventory of existing commercial chemical substances/ Европейский перечень существующих коммерческих химических веществ)   включены химические вещества, допущенные к обороту на европейском рынке  в период с 1 января 1971 года до 18 сентября 1981 года. Идентификацию веществ при включении в перечень осуществляли по номеру CAS.  Предварительный вариант перечня был опубликован в 1986 году, официальное издание вышло 15 июня 1990 года и насчитывало более 100 тысяч веществ. Номера ЕС веществ из перечня EINECS начинаются с цифр 2 или 3 (2NN-NNN-R; 3NN-NNN-R).
В перечень ELINCS (European List of Notified Chemical Substances / Европейский перечень зарегистрированных химических веществ) включены вещества введенные в оборот на рынке Европы 18 сентября 1981 года. Вещества, включаемые  в перечень, идентифицируются (в совокупности) по официальному  названию ИЮПАК и торговому названию. Номера ЕС веществ из перечня ELINCS начинаются с цифры 4 (4NN-NNN-R).
В перечень NLP (No Longer Polymers / Вещества более не относящиеся к полимерам) включены вещества, которые ранее рассматривались как полимеры, но по современной классификации ЕС более к полимерам не относятся. Номера ЕС веществ из перечня NLP начинаются с цифры 5 (5NN-NNN-R).

## Структура номера ЕС
Номер может быть записан как: NNN-NNN-R, где R — контрольная цифра, а N — целые числа. Контрольная цифра вычисляется с использованием способа ISBN. Согласно этому методу, контрольное число R является  суммой по модулю 11:
{\displaystyle R=(N_{1}+2N_{2}+3N_{3}+4N_{4}+5N_{5}+6N_{6})\mod 11}
Если остаток R не равен 10, то эта комбинация цифр используется для номера EC. Например, номер EC для дексаметазона: 200-003-9.
N1 это 2, N2—N5 — 0, N6 равно 3.
{\displaystyle {\frac {2+2\!\times \!0+3\!\times \!0+4\!\times \!0+5\!\times \!0+6\!\times \!3}{11}}={\frac {20}{11}}=1+{\frac {9}{11}}}
Остаток 9 и есть контрольная цифра.
Однако, есть набор из 181 номеров ELINCS (номера EC, начиная с 4), для которых контрольная сумма по вышеописанному алгоритму составляет 10 и номер не мог пропущен, но выдаётся контрольная сумма 1.

## Номера ECHA
Европейское химическое агентство (European Chemical Agency, ECHA) использует специальные номера (list numbers), имеющих формат номера ЕС, для общей классификации химических веществ. Эти номера не признаны на официальном уровне в ЕС, но применяются для ряда административных задач, в том числе для автоматизации и упрощения идентификации веществ с целью  их дальнейшей регистрации для  получения номера ЕС.
| Область применения | Format    |
| --- | --------- |
| Автоматически присваивается при предварительной регистрации веществ, имеющих номер CAS                                                                                                | 6xx-xxx-x |
| Присваивается по запросу от группы по идентификации веществ ECHA | 7xx-xxx-x |
| Автоматически присваивается веществам после получения ими номера CAS | 8xx-xxx-x |
| Автоматически присваивается веществампри предварительной регистрации в случае отсутствия у них номера CAS (в том числе для продуктов реакций, состоящих их более чем одного вещества) | 9xx-xxx-x |

### Комментарии
1. ↑  Под веществами в данном случае понимают простые и сложные химические вещества выделенные из природных источников или полученные в ходе химического синтеза, включая входящие в их состав добавки, необходимые для обеспечения стабильности веществ при хранении, а также содержащиеся в них примеси, но исключая  растворители, которые можно отделить не уменьшая стабильность основного веществ  и не вызывая изменение его состава.